# Nota de 20 euros
A nota de vinte euros (€20) é a terceira nota de euro de menor valor e tem sido usada desde a introdução do euro (em sua forma em espécie) em 2002.
A nota é usada nos 22 países que têm o euro como única moeda (20 deles a adotando legalmente); com uma população de cerca de 332 milhões.
É a terceira menor nota, medindo 133x72mm, com um esquema de cor azul. As notas de vinte euros retratam pontes e arcos/portais em arquitetura gótica (entre os séculos XIII e XIV).
A nota de vinte euros contém inúmeros recursos de segurança complexos como marcas d'água, tinta invisível, hologramas e microimpressões que provam sua autenticidade. Em outubro de 2011, havia cerca de 2.755.346.800 (dois bilhões, setecentos e cinquenta e cinco milhões, trezentos e quarenta e seis mil e oitocentas) de notas de vinte euros em circulação em toda a Zona Euro.

## História

### Antes da introdução
O euro foi estabelecido em 1 de janeiro de 1999, quando veio a ser a moeda de mais de 300 milhões de pessoas na Europa. Durante os primeiros três anos de sua existência, o euro foi uma moeda invisível, usada apenas em contabilidade. O euro em espécie não foi introduzido até 1 de janeiro de 2002, quando substituiu as notas e moedas de 12 países da Zona Euro, como, por exemplo, a peseta espanhola e o marco finlandês.

### Depois da introdução
O período de transição durante o qual as antigas notas e moedas foram trocadas pelas do euro durou cerca de dois meses, até 28 de fevereiro de 2002. A data oficial em que as moedas nacionais deixaram de ter curso legal variou de estado-membro para estado-membro. A que mais se estendeu foi na Alemanha, onde o marco deixou oficialmente de ter curso legal em 31 de dezembro de 2001, embora o período de troca tenha durado por mais dois meses. Mesmo depois que as antigas moedas deixaram de ter valor legal, elas continuaram a ser aceitas pelos bancos centrais nacionais por períodos que variam de dez anos até sempre.

### Mudanças
Até os dias de hoje só houve uma série de notas de euro, entretanto uma segunda série esteja prevista para ser introduzida nos próximos anos. A emissão  rubricadas das notas tem a assinatura do presidente do Banco Central Europeu, Wim Duisenberg, que foi substituído em 1 de novembro de 2003 por Jean-Claude Trichet, cuja assinatura aparece nas edições seguintes.

## Desenho

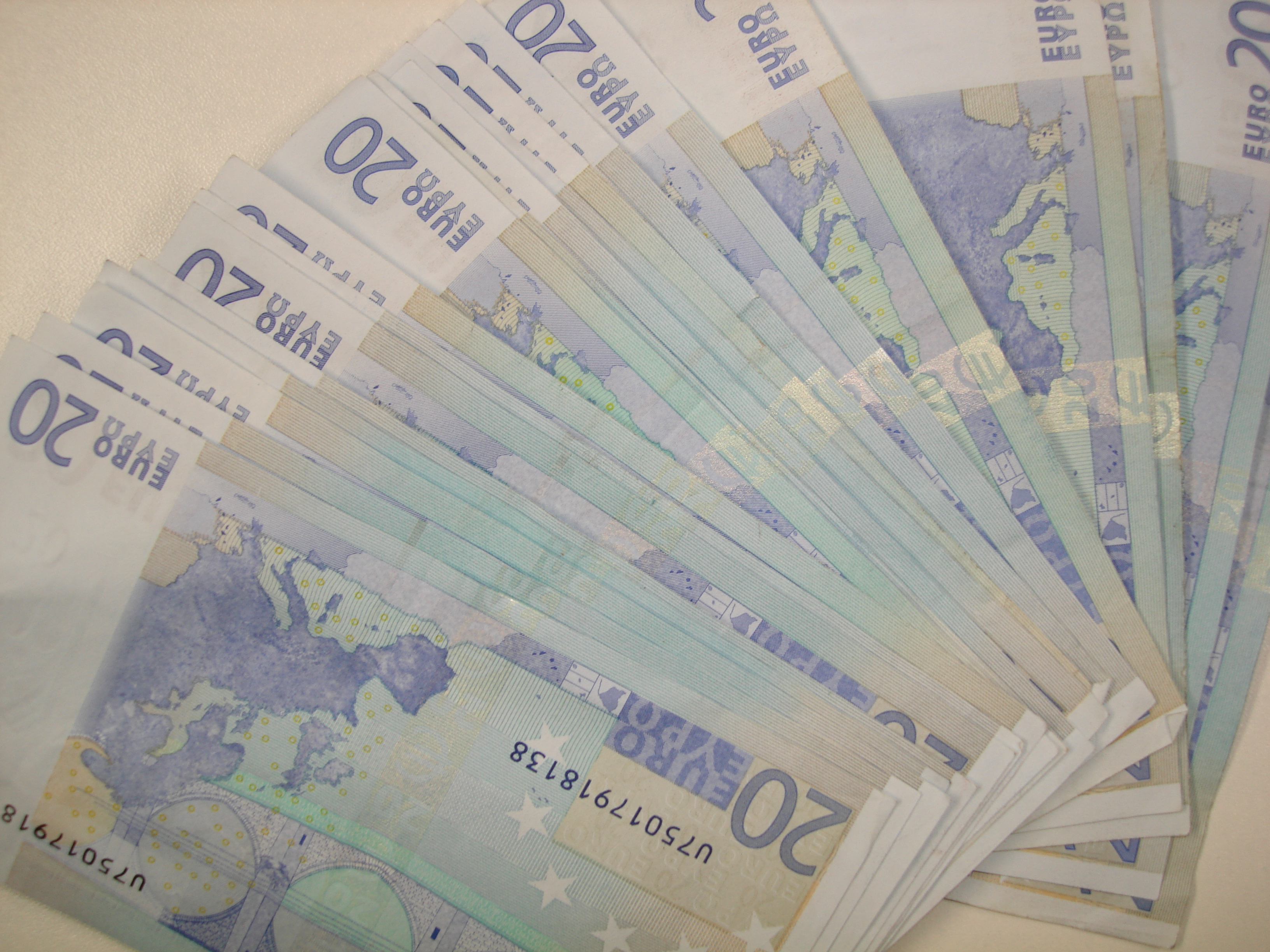
Em outubro de 2011, havia cerca de 2.755.346.800 notas de €20 em circulação.

A nota de vinte euros é a terceira menor com 133×72mm, com um esquema de cor azul. Todas as notas retratam pontes e arcos/portais em um estilo europeu histórico diferente; a nota de dez euros exibe a era gótica (entre os séculos XIII e XIV). Embora os projetos originais de Robert Kalina tivessem a intenção de mostrar monumentos reais, por razões políticas a ponte e a arte são exemplos meramente hipotéticos de arquitetura.
Como todas as notas de euro, ela contém a denominação, a bandeira da União Europeia, a assinatura do presidente do BCE e as iniciais do banco em diferentes idiomas da UE, uma representação dos territórios ultramarinos da UE, as estrelas da bandeira da UE e os doze recursos de segurança listados abaixo.

### Recursos de segurança

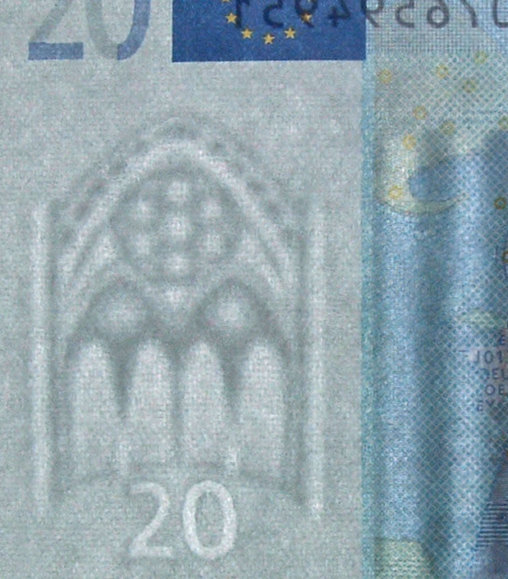
Marca d'água na nota de 20 euros

A nota de vinte euros é protegida por uma banda holográfica, uma faixa brilhante reflexiva, a constelação EURion, marca d'água, microimpressão, tinta ultravioleta, impressão em relevo, um fio de segurança, superfície emaranhada, perfurações, ver através do número, códigos de barra e um número de série.

## Circulação
Em outubro de 2011, havia aproximadamente 2.755.346.800 (dois bilhões, setecentos e cinquenta e cinco milhões, trezentos e quarenta e seis mil e oitocentas) de notas de €20 em circulação em toda a Zona Euro. O que soma aproximadamente €55.106.936.900 em notas de €20. O Banco Central Europeu está a acompanhar atentamente a circulação e o estoque de moedas e notas de euro. É uma tarefa do Eurosystem assegurar uma oferta eficiente e harmoniosa de notas e manter sua integridade por toda a área do euro.

## Informação legal
Legalmente, tanto o Banco Central Europeu quanto os bancos centrais dos países da Zona Euro têm o direito de emitir as sete diferentes notas de euro. Na prática, apenas os bancos centrais nacionais da zona emitem e retiram, fisicamente, notas de euro. O Banco Central Europeu não tem um caixa e não está involvido em quaisquer operações de tesouraria.

## Impacto ambiental
Como uma instituição favorável ao meio ambiente, o BCE se esforça para fazer um uso sensato dos recursos naturais, para manter a qualidade do mundo e para salvar a saúde das pessoas na produção e fornecimento de notas de euro.
As notas de euro são seguras para o uso: resultados de testes independentes confirmaram que o euro observa o cumprimento de todos os regulamentos da União Europeia, incluindo uma grande variedade de substâncias químicas em notas de euro. Todas as substâncias nas notas têm mostrado uma concentração de abaixo de qualquer limite.

## Rastreamento
Existem várias comunidades de pessoas a nível europeu que, como um hobby, mantêm o controle das notas que passam por suas mãos, e sabem por onde elas viajaram usando o EuroBillTracker. O objetivo é registrar tantas notas quanto possível, a fim de saber detalhes sobre sua propagação, como de onde e para onde viajam em geral, segui-las, como onde uma nota foi vista em particular, e gerar estatísticas e rankings, por exemplo, em quais países há mais notas. EuroBillTracker registrou mais de 96 milhões de notas em outubro de 2011, no valor de mais de €1,876 bilhões.